# Museo Arqueológico de Liria
El Museo Arqueológico de Liria (en valenciano MALL: Museu Arqueològic de Llíria) se fundó en 1997 en la zona más elevada de la Vila Vella de Liria (Valencia, España), sobre las ruinas de la antigua alcazaba islámica y el castillo cristiano medieval. El edificio contemporáneo que alberga el museo es obra de los arquitectos Gemma Casany e Ignacio Docavo; el proyecto se ha adaptado a los elementos de la antigua fortificación, recuperando sus elementos y respetando la iglesia de la Sangre o de Santa María, monumento nacional.
El museo se encarga de la conservación, protección y difusión del conjunto de piezas arqueológicas que se recuperan en las intervenciones arqueológicas realizadas en el Campo de Turia, con la finalidad de recuperar el pasado histórico de Liria y su comarca. Es por ello que actualmente está desarrollando proyectos de investigación arqueológica sobre los principales conjuntos arqueológicos visitables, integrados en la trama urbana de la ciudad como son: el Santuario y Termas de Mura, los Mausoleos romanos o los baños árabes, entre otros.

## Exposición

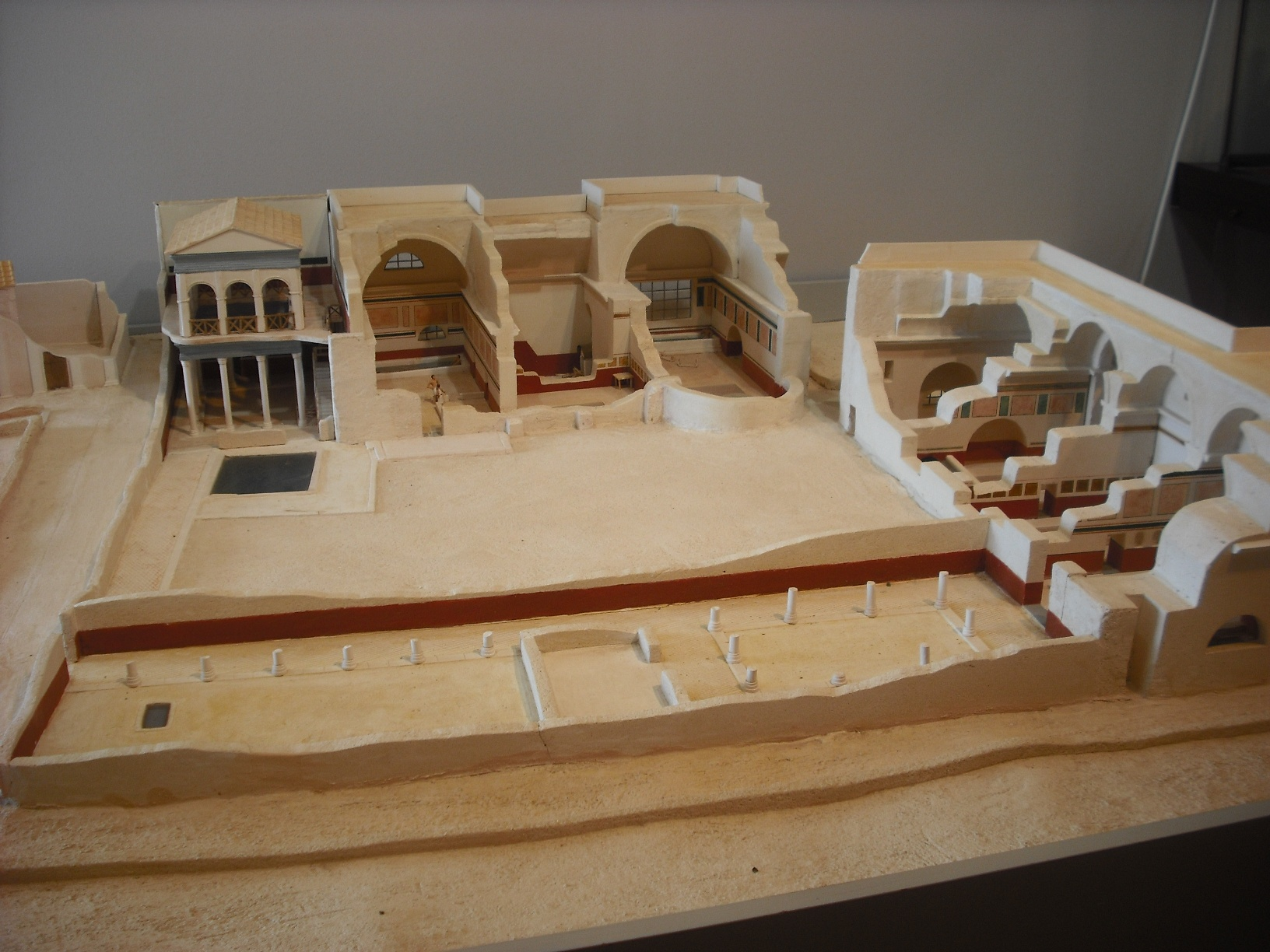
Reconstrucción de las Termas de Mura situada en el Museo Arqueológico de Liria.

La exposición queda articulada en dos plantas que comprenden desde la época ibérica hasta la actual.
1. Galería epigráfica.
2. Sala época ibérica.
3. Sala época romana 1a.
4. Sala época romana 2a
5. Sala época medieval
6. Sala audiovisual.

La primera sala está dedicada al mundo medieval. Expone un conjunto de objetos de cerámica de los siglos XIV y XV y un juego litúrgico de cáliz y vinajeras de vidrio del siglo XIV. En esta sala destacan, sobre todo, dos pinturas sobre tabla procedentes de la iglesia de la Sangre: por un lado, una tabla perteneciente al artesonado mudéjar (siglo XIII), con representaciones figuradas y escenas mitológicas; y por el otro, cinco tablas originales del retablo de San Pedro Apóstol y de San Pedro de Verona de estilo gótico internacional (siglos XIV y XV).
La segunda sala está dedicada al mundo de los íberos. Expone un conjunto de cerámica procedente de las excavaciones realizadas en los poblados del Tosal de San Miguel (antigua Edeta) y de la Monravana. De este conjunto destacan los vasos con decoración epigráfica y figurada. La sala expone también la escultura de un toro que para los iberos simbolizaba el guardián de los muertos.
La primera planta está dedicada íntegramente a la época romana.  Expone materiales y recrea antiguos edificios pertenecientes a la ciudad romana de Edeta. En esta planta, se encuentra la tercera sala que muestra una amplia representación de uno de los tesoros de denarios más importante de toda la Hispania romana cuyas monedas (6000 denarios de plata de la época imperial) están ordenadas por orden cronológico.
Un pequeño corredor que da paso a la cuarta sala, expone los grabados del templo de las Ninfas que realizó el historiador francés Laborde.
La cuarta sala recrea a tamaño real un thermopolium, una especie de taberna romana en la que se servía comida y bebida. Expone un amplio repertorio de recipientes cerámicos para la cocina, la mesa y el almacenaje procedentes de la ciudad romana. Esta sala exhibe también una maqueta que recrea el aspecto original del conjunto arquitectónico formado por el Santuario Oracular y Termas Romanas de Mura.
Además de las salas de exposición el museo también cuenta con un sótano donde se almacenan los objetos recuperados que están siendo tratados o van a serlo. También en la parte superior se ubica una amplia sala equipada con ordenadores, escáneres, bibliografía específica y lo necesario para poder tratar y estudiar el material arqueológico recuperado.